# Guamá (Cuba)
Guamá è un comune di Cuba, situato nella provincia di Santiago di Cuba.